# (854) Frostia
(854) Frostia ist ein Asteroid des Hauptgürtels, der am 3. April 1916 vom russischen Astronomen Sergei Iwanowitsch Beljawski am Krim-Observatorium in Simejis entdeckt wurde.
Benannt ist der Asteroid nach dem US-amerikanischen Astronomen Edwin Brant Frost.
Der Asteroid hat einen nahezu gleich großen Begleiter, S/2004 (854) 1 genannt, der im Juli 2004 von Raoul Behrend, Laurent Bernasconi, Alain Klotz, und Russell I. Durkee durch die Beobachtung der Lichtkurve des Asteroiden entdeckt wurde. Der Satellit hat einen Durchmesser von etwa 10 Kilometern und umkreist (854) Frostia in einem Abstand von 25 Kilometern mit einer Umlaufzeit von 1,5713 Tagen.
Vermutlich umkreisen die beiden einander in gebundener Rotation.